# ساموئل جانسون
ساموئل جانسون (به انگلیسی: Samuel Johnson) (۱۸ سپتامبر ۱۷۰۹ – ۱۳ دسامبر ۱۷۸۴) شاعر، نویسنده، منتقد و فرهنگ‌نویس برجسته انگلیسی قرن هجدهم میلادی است. از مهم‌ترین آثار او می‌توان از «فرهنگ زبان انگلیسی»، «زندگی شاعران» و «راسلاس» نام برد.

## زندگی‌نامه

### تولد و خانواده
او متولد لیچفیلد، استافوردشایر بود. او در نوزادی بیمار بود و از همان اوایل شروع به ظاهر ساختن تیک‌هایی می‌کرد که بر چگونگی نگاه مردم به او در سالهای بعد تأثیر گذاشت. از کودکی هوش و اشتیاق فراوانی برای یادگیری از خود نشان داد، اما سالهای ابتدایی تحت فشار اقتصادی خانواده و تلاش برای نشان دادن خود به عنوان معلم مدرسه بود.

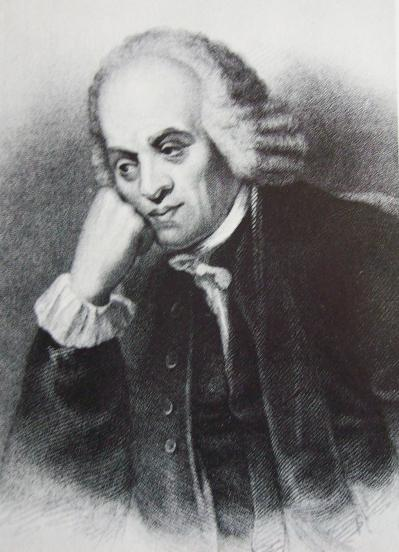
پرتره مایکل جانسون

پدر و مادر جانسون مایکل جانسون، کتابفروش و همسرش سارا فورد بودند. مایکل اولین کتابفروش معروف در جامعه استافوردشایر لیچفیلد بود. وی همچنین صاحب یک کارخانه تولید پوست بود که به وی امکان تولید کتاب‌های خود را می‌داد. از سابقه وی اطلاعات کمی در دست است، جز این که او و برادرانش به عنوان کتابفروش شاگردی می‌کردند. پدر مایکل، ویلیام جانسون، در سوابق شرکت استیشنرز به عنوان «یومن» و «نجیب‌زاده» توصیف شده‌است، اما شواهد کمی وجود دارد که نشان دهد وی از خانواده ای اصیل است. ویلیام اولین جانسونی بود که به لیچفیلد نقل مکان کرد و اندکی پس از آن درگذشت. مایکل جانسون، پس از ترک کارآموزی در ۲۴ سالگی راه پدر را دنبال کرد و در خیابان سادلر، لیچفیلد مشغول فروش کتاب شد. سه سال بعد مایکل جانسون رئیس خیریه ای موسوم به کندوئیت لندز تراست شد و اندکی بعد به عنوان رئیس کلیسای سنت ماری شناخته شد.

### ازدواج
پس از یک سال تحصیل در کالج پمبروک آکسفورد، جانسون به دلیل عدم حمایت مالی مجبور به ترک آنجا شد. او سعی کرد به عنوان معلم شغلی پیدا کند، اما نتوانست موقعیت طولانی مدت را داشته باشد. در سال ۱۷۳۵ با الیزابت «تتی» پورتر، بیوه ۲۰ سال بزرگتر از خودش ازدواج کرد و مسئولیت‌های این ازدواج او را برای موفقیت در امر تعلیم و تربیت مصمم ساخت. او مدرسه خود را تأسیس کرد، اما این کار نیز ناموفق بود. پس از آن، همسرش را در لیچفیلد رها کرد و به لندن رفت و بقیه عمر خود را در آنجا گذراند. در لندن شروع به نوشتن مقالاتی برای مجله جنتلمن کرد و همچنین با ریچارد ساوج، شاعر بدنام و مشتاق که ادعا می‌کرد پسری اشرافیو رها شده‌است دوست شد. سرانجام او زندگی آقای ریچارد ساوج، اولین زندگی‌نامه ادبی موفق خود را نوشت. وی همچنین شعر قدرتمند لندن، نسخه قرن هجدهم از سومین هجو، و درام غم‌انگیز ایرنه که تا سال ۱۷۴۹ تولید نشده بود را نوشت و حتی در آن زمان نیز موفقیت نبود.
در سن ۲۹ سالگی، مایکل جانسون با یک زن محلی یعنی مری نیلد نامزد کرد تا با او ازدواج کند، اما نامزدی را لغو کرد. بیست سال بعد، در سال ۱۷۰۶، با سارا فورد ازدواج کرد. او از یک خانواده کشاورز طبقه متوسط، دوازده سال کوچکتر از او، و دختر کورنلیوس فورد بود. اگرچه هر دو خانواده پول داشتند، ساموئل جانسون اغلب ادعا می‌کرد که در فقر بزرگ شده‌است. معلوم نیست که چه اتفاقی بین ازدواج والدینش و سه سال بعد تولد ساموئل افتاد که باعث کاهش ثروت خانواده شد، اما مایکل جانسون به سرعت آنچنان غرق در بدهی شد که هرگز نتوانست آن را پس بگیرد.

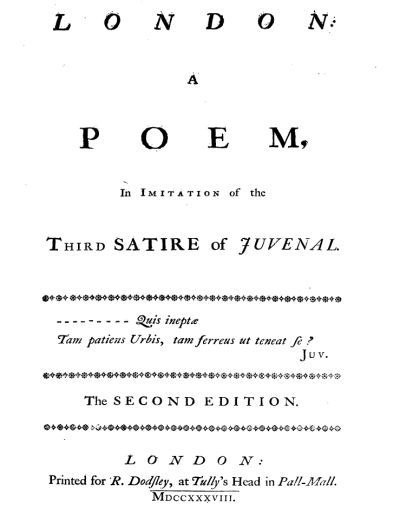
صفحه عنوان چاپ دوم لندن

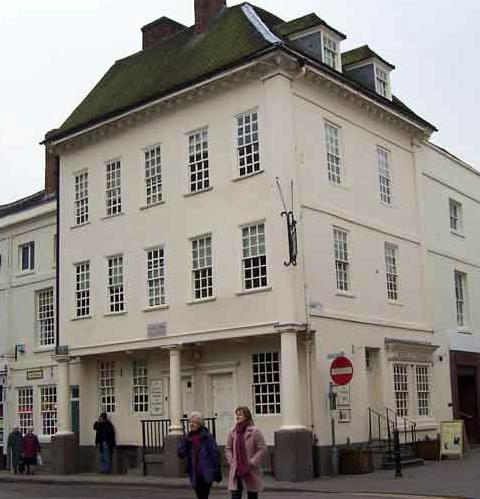
محل تولد جانسون در میدان مارکت، لیچفیلد

## آثار
جانسون ادبیات خود را به عنوان نویسنده هک در خیابان گراب آغاز کرد، اما در ادامه به عنوان شاعر، مقاله نگار، اخلاق گرا، رمان‌نویس، منتقد ادبی، زندگینامه نویس، ویراستار و فرهنگ‌شناس کمک‌هایی دائمی کرد. آثار اولیه او، به ویژه لندن و زندگی آقای ریچارد ساوج، حاوی دیدگاه‌های جانسون در مورد زندگی‌نامه، اخلاق و به‌طور کلی ادبیات است.

### مقالات، جزوات،نشریات ادواریو موعظه‌ها
- ۱۷۳۳ مجله بیرمنگهام
- ۱۷۴۷ طرح فرهنگ لغت زبان انگلیسی
- ۱۷۵۲ سرگردان
- ۱۷۵۴ ماجراجو
- ۱۷۵۶ مسافر جهان
- ۱۷۵۶ مجله ادبی
- ۱۷۶۰ و ۱۷۶۰–۱۷۵۸ عاطل و باطل
- ۱۷۷۰ هشدار نادرست
- ۱۷۷۱ افکاری راجع به مباحث اخیر دربارهٔ جزایر فالکلند
- ۱۷۷۴ میهن‌پرست
- ۱۷۷۵ سفر به جزایر غربی اسکاتلند
- ۱۷۷۵ مالیات ظلم نیست
- ۱۷۸۱ زیبایی‌های جانسون

### اشعار
- ۱۷۲۸ ترجمه لاتین شعر انگلیسی «مسیح» اثر الکساندر پوپ
- ۱۷۳۸ لندن
- ۱۷۴۹ بیهودگی آرزوهای انسان
- ۱۷۴۹ تراژدی ایرن

### زندگی‌نامه، نقد
- ۱۷۴۴ زندگی‌نامه ریچارد سویج
- ۱۷۴۵ نظرات گوناگون دربارهٔ تراژدی مکبث
- ۱۷۵۶ زندگی‌نامه توماس براون
- ۱۷۶۵ مقدمه‌ای بر نمایشنامه‌های ویلیام شکسپیر
- ۱۷۸۱ زندگی شاعران

### فرهنگ لغت
- ۱۷۵۵ یک لغت‌نامه زبان انگلیسی

### داستان
- ۱۷۵۹ داستان راسِلاس، شهزاده حبشه (ترجمه به فارسی از مهبد ایرانی طلب، تهران: قطره)